# Ricomincio da tre
Ricomincio da tre è un film del 1981 co-scritto, diretto, ideato ed interpretato da Massimo Troisi.
La pellicola, recitata per la maggior parte in napoletano, è la prima esperienza sul grande schermo di Troisi, sia come attore che come regista, ed ha avuto un grande successo di pubblico e critica, tanto da ottenere incassi record e vincere due David di Donatello, per il miglior film e per il miglior attore, nonché quattro Nastri d'argento e numerosi altri riconoscimenti.

## Trama
Gaetano è un ragazzo timido e gentile che vive a San Giorgio a Cremano con i genitori, il fratello e la sorella. Stanco della vita provinciale fatta solo della sua famiglia (con il padre Ugo che, oltretutto, ha una mano mancante e non fa altro che pregare affinché avvenga un miracolo che gliela faccia crescere), di banali uscite con gli amici, tra cui l'affezionato Lello Sodano, con cui ha un rapporto spesso conflittuale, e del suo insoddisfacente lavoro come venditore ambulante di aranciata, decide di trasferirsi a Firenze dalla zia paterna Antonia. Tenendo a precisare che la sua partenza non è un'emigrazione ma un semplice viaggio per esplorare nuovi luoghi e fare nuove esperienze ricominciando "da tre" (anziché da zero, in quanto sostiene che tre cose nella sua vita gli sono venute bene e non ha motivo di volerle perdere, battuta che dà il titolo al film), Gaetano si mette in viaggio facendo l'autostop e riesce a farsi offrire un passaggio da un automobilista, il quale però si rivela essere un uomo depresso con tendenze suicide, che ha deciso di farla finita con un incidente d'auto, per non farsi scoprire. Gaetano riesce a dissuaderlo dai propositi suicidi ed a convincerlo a portarlo a Firenze, dove accetta di accompagnarlo in un centro per l'igiene mentale. Qui Gaetano incontra l'infermiera Marta, dalla quale rimane colpito.
Giunto a casa della zia a Firenze, conosce Frankie, un predicatore di origine americana amico della donna, il quale lo coinvolge in una gita con un gruppo di anziani all'abbazia di Casamari; all'ultimo momento Gaetano decide di non partire e di tornare a dormire a casa della zia (la quale lo aveva svegliato fin troppo bruscamente all'alba), ma arrivato in casa trova un uomo in accappatoio, che si presenta come il professor Fabio Capecchi e rivela di essere l'amante della zia. Non volendo essere d'impiccio, Gaetano si trasferisce a casa di Frankie, che lo coinvolge nelle sue predicazioni porta a porta. Il giorno dopo Gaetano ritrova Marta e stringe con lei una forte amicizia, iniziando anche a corteggiarla un po' goffamente. Durante una delle predicazioni a domicilio, Frankie porta Gaetano a casa della signora Ida, un'anziana dal carattere duro e dalla mentalità retrograda e chiusa, madre di Robertino, un impacciato giovane che, assillato dalla madre, è cresciuto con molte turbe interiori; Gaetano consiglia a Robertino di ribellarsi e fare ciò che vuole, causando il disappunto di Ida e Frankie. Pochi giorni dopo arriva in visita a Firenze anche Lello e Gaetano riesce ad avere un appuntamento con Marta. I due si scoprono innamorati e si baciano; Gaetano rimane dapprima a dormire da lei, poi si trasferisce definitivamente a casa sua. Un giorno, mentre tutti gli amici, compreso Lello, sono riuniti a casa di Marta e Gaetano, la ragazza, che sta scrivendo un romanzo con l'aiuto di un'amica, scrive un capitolo in cui narra in prima persona un tradimento compiuto dalla protagonista con un adolescente. Lello sospetta che Marta, nello scrivere, si sia ispirata a qualcosa che le è realmente accaduto, e cerca di farlo capire a Gaetano, che però lo zittisce insultandolo.
Per completare il romanzo in tranquillità, Marta si trasferisce per qualche giorno a casa di una sua amica; al suo ritorno Gaetano, che ha pensato con calma a ciò che Lello (nel frattempo ripartito per la Campania) gli ha detto, è decisamente innervosito. Quando Gaetano dice di aver dormito a casa dell'amica Jeanne (la quale aveva più di una volta mostrato un certo interesse per lui), senza fare nulla di particolare, Marta ha un moto di gelosia e si preoccupa, in quanto l'essere gelosa non fa parte della sua indole; Gaetano, insospettito, le chiede se ha avuto altri uomini dall'inizio della loro relazione, e lei risponde di sì.
Gaetano ovviamente ci resta male, tuttavia cerca di fare buon viso a cattivo gioco ed approfitta del fatto di dover tornare a San Giorgio per il matrimonio di sua sorella Rosaria per cercare di chiarirsi le idee, decidendo anche di partire il giorno dopo, in anticipo di una settimana, cosa che lo fa litigare con Marta. Al matrimonio, Gaetano capisce di essere comunque innamorato di Marta nonostante tutto e decide di ritornare a Firenze. Al ritorno Marta annuncia a Gaetano di essere incinta e, dopo aver ammesso di aver realmente avuto un rapporto sessuale con un diciassettenne (come descritto nel romanzo), dichiara di non sapere chi sia il padre naturale di suo figlio ma di volerlo comunque crescere insieme a Gaetano, il quale inizialmente si mostra decisamente poco incline a crescere un figlio che potrebbe non essere suo, ricevendo anche uno schiaffo da parte della donna, ma alla fine accetta. 
La pellicola si conclude con Gaetano e Marta che discutono sul nome da dare al nascituro; Marta propone "Massimiliano", che però Gaetano ritiene troppo lungo (dicendo che un bambino con tale nome sarebbe destinato a diventare maleducato in quanto la madre non riuscirebbe a chiamarlo in tempo vedendolo allontanarsi senza permesso), proponendo invece "Ugo", per poi alla fine trovare un compromesso e scegliere "Ciro".

## Personaggi
- Gaetano, interpretato da Massimo Troisi: un timido e simpatico giovane napoletano che si trasferisce a Firenze in cerca di nuove esperienze, protagonista del film.
- Marta, interpretata da Fiorenza Marchegiani: un'infermiera con la passione per la scrittura che si fidanza con Gaetano. Scelta personalmente da Troisi, la Marchegiani debuttò sul grande schermo con questo film.
- Frankie, interpretato da Vincent Gentile: un giovane di origini statunitensi dalla forte fede religiosa, che organizza viaggi con comitive di anziani ed è impegnato come predicatore porta a porta, dal quale il protagonista si trasferisce a vivere non volendo disturbare la zia e il suo amante.
- La signora Ida, interpretata da Laura Nucci: la madre di Robertino, una donna anziana, severa e con modi di pensare e comportamenti molto antiquati, che, senza rendersene conto, non fa altro che mettere in difficoltà il figlio.
- Raffaele Sodano, interpretato da Lello Arena: detto Lello, è il migliore amico di Gaetano. I due si vogliono molto bene, anche se hanno spesso delle discussioni.
- Robertino, interpretato da Renato Scarpa: un giovane impacciato, goffo e con forti dubbi morali dovuti all'oppressione da parte della madre, che Gaetano cercherà, fallendo, di convincere a lasciarsi andare.
- Il malato mentale, interpretato da Marco Messeri: ospite del centro dove lavora Marta, è un uomo che è solito fare strani versi e urlare frasi senza senso, per poi dire agli altri di essere "strani".
- Antonia, interpretata da Marina Pagano: la zia paterna di Gaetano, da anni lontana dalla Campania e residente a Firenze con il suo amante Fabio Capecchi.

Nel cast del film sono presenti anche Alfredo Cozzolino, che interpreta il poliziotto che sposa Rosaria, la sorella di Gaetano, Michele Mirabella, che interpreta l'automobilista depresso che offre a Gaetano un passaggio verso Firenze, e Patrizio Rispo, che interpreta uno degli amici di Gaetano e Lello.

## Distribuzione
Prodotta e distribuita da Italian International Film, la pellicola è uscita nelle sale cinematografiche il 5 marzo 1981. 

### Edizioni home video
Ricomincio da tre è stato proposto in un'edizione DVD contenente una versione del film restaurata, nonché contenuti speciali, interviste e foto gallery:
- Speciale Troisi
- Interviste
- A spasso per Napoli ricordando Massimo Troisi
- Galleria fotografica
- Filmografie
- La top ten delle migliori battute
- Oltre ai consueti sottotitoli per non udenti sono presenti sottotitoli in napoletano realizzati dal Centro Authoring DvDomain.
- Il breviario napoletano per orientarsi nella lingua di Troisi.

Il DVD è stato distribuito dalla Columbia TriStar Home Entertainment.

## Accoglienza
Fulvio Lucisano, produttore del film, nell'intervista per l'edizione in DVD, ricorda che portò il film in prima proiezione assoluta a Messina, quando altrove nessuno era interessato: da quell'entusiasmante debutto iniziò l'enorme successo del film. Ricomincio da tre risulta essere ancora oggi il film rimasto in proiezione più a lungo in assoluto (43 settimane) nelle sale italiane. Lo stesso Troisi fu acclamato dal pubblico ricevendo molti premi per la regia e per l'interpretazione di Gaetano.
Con questo film Troisi guadagnò fama e popolarità in Italia, lasciando il teatro e dedicandosi al cinema; un percorso artistico analogo fu portato avanti da Lello Arena, ma con meno successo e prolificità.

### Incassi
Il film incassò circa 15 miliardi di lire, risultando campione d'incassi assoluto nella stagione 1980-81.

## Riconoscimenti
- 1981 – David di Donatello
  - Miglior film
  - Miglior attore protagonista a Massimo Troisi
  - Candidatura per la migliore sceneggiatura a Massimo Troisi
  - Candidatura per il miglior produttore a Fulvio Lucisano e Mauro Berardi

- 1981 – Nastro d'argento
  - Miglior regista esordiente a Massimo Troisi
  - Migliore produttore a Fulvio Lucisano e Mauro Berardi
  - Miglior soggetto a Massimo Troisi
  - Miglior attore esordiente a Massimo Troisi
  - Candidatura per la miglior attore protagonista a Massimo Troisi
  - Candidatura per il miglior attore non protagonista a Lello Arena

- 1981 – Globo d'oro
  - Miglior opera prima a Massimo Troisi
  - Miglior attore rivelazione a Massimo Troisi

- 1981 – Grolla d'oro
  - Miglior attore esordiente a Massimo Troisi
  - Miglior attrice esordiente a Fiorenza Marchegiani

- 1981 – Premio Angelo Rizzoli
  - Miglior film
  - Miglior attore a Massimo Troisi

- 1981 – Premio Antonio De Curtis
  - Miglior regia a Massimo Troisi

- 1981 – Targa Mario Gromo
  - Miglior attore a Massimo Troisi
  - Miglior attrice a Fiorenza Marchegiani